# ハーフタイムシアター
ハーフタイムシアターとは、演劇集団キャラメルボックスが行っている上演時間が1時間前後の公演のことである。

## 起点
ある劇場から「1週間劇場が空いたから使わないか」と聞かれ、新人公演を行おうかと思ったが逆に本公演を何とか出来ないかという逆の発想から生まれた。
それなら期間が短い分、普通なら1日1回しかしない所を2回してしまえばいいのでは、なら公演時間や料金を半分にしてしまえばという具合に話が進み、最終的に成井豊が「小説に短編があるんだから演劇にあってもおかしくないじゃないか」と言いだし実現した。
だがこの発想は当時所属していた劇団員達から反発を食らい、結果残った男優は成井豊と西川浩幸だけになってしまった。そこで成井豊は「男が二人しか出ない劇を書く」道を選び、1989年2月『銀河旋律』を上演した。
動員数は200人ぐらいしか入れない新宿シアターモリエールで、公演日数6日間16ステージで2703人。
前回公演の『不思議なクリスマスのつくりかた』が3028人だったので、実質的に成功したとされた。その後、1年後の1990年初演『広くてすてきな宇宙じゃないか』の動員数は倍近くの6015人と、着実に動員数を増やす。
当時演劇は2時間前後が鉄則とされていた中で、短時間だが通常よりも安く観られるということで多くの支持を得た。
また上演時間が60分前後ということもあり、上演時間が基本60分までと決まっている高校演劇で脚本をカットせずに上演出来るということで、2005年時点で1000校・年間250~500校で上演されている。

## 成井豊原作作品

### 『柿本家サーガ』シリーズ
ニュースキャスターの柿本光介とその家族をめぐる物語。また、ハーフタイムシアター作品以外にも「ケンジ先生」と「怪傑三太丸」もシリーズ作品である。

#### 主な登場人物
- 柿本光介

「銀河旋律」「広くてすてきな宇宙じゃないか」に登場。ニュースプラネットのニュースキャスターをしている。35歳。
- 春山はるか

「銀河旋律」に登場。柿本の恋人で、教師をしている。34歳。
- 猿丸(サルマル)

「銀河旋律」「僕のポケットは星でいっぱい」に登場。はるかの元同僚で、時間管理局に勤めている。
- おばあちゃん

「広くてすてきな宇宙じゃないか」に登場。おばあちゃん型のアンドロイド。
- 柿本スギエ/柿本カシオ/柿本クリコ

「広くてすてきな宇宙じゃないか」「僕のポケットは星でいっぱい」に登場。柿本の子供達。14歳/12歳/11歳。
- ナカタヒデトシ

「僕のポケットは星でいっぱい」に登場。過去からあることを知るためにやって来た少年。

#### 銀河旋律
1989年初演。以後、1992年・1999年・2002年・2011年と上演されている。
民間人がタイムトラベルが可能になった時代。歴史改変について報じていたニュースキャスターの柿本は突如、激しい眩暈に襲われる。歴史改変が行われると激しい眩暈が起きることが判明しており、柿本は自分の歴史が改変されたことに気付く。改変されたのは初めてではなく、その理由も分かっていた。それは、恋人で教師をしているはるかについてのことだった。

#### 広くてすてきな宇宙じゃないか
1990年初演。以後、1992年・1999年・2005年・2012年と上演されている。
ニュースプラネットでアンドロイドの民間貸出開始を報じしている最中に、柿本はおばあちゃん型のアンドロイドを借りることを決めてしまう。そのことに柿本の子供達は反発するが、やってきたおばあちゃんと接する内にスギエとカシオは気持ちが変わっていく。だがクリコだけは如何してもおばあちゃんを受け入れることが出来なかった。クリコは友人のカツラを連れて、おばあちゃんを引き取って欲しいと企業に乗り込む。そこでヒジカタという職員と出会い「自分が全てのアンドロイドを動かなくする為に東京中を停電させる」と提案され、3人で発電所を止めに行くことに。

#### 僕のポケットは星でいっぱい
2005年初演。柿本家サーガ完結編。
2035年、ある少年が勝手にタイムマシンに乗って過去からやって来た。時間管理局員に捕まりそうだった所を、28歳のカシオに助けられる。カシオは、少年が来ることを知っていた。少年はナカタヒデトシと名乗り、カシオと行動を共にする。

### ハックルベリーにさよならを
1991年初演。以後、1996年・2008年と上演されている。
本作を原作とした漫画をきらが書いており、集英社より出版された。原作と大きな違いとして、アベさんが登場しない。コーキチくんが「まっすぐにいこう。」の伊集院たけしに置き換えられている。また「まっすぐにいこう」のキャラクターがカメオ出演している。
両親が離婚して母さんに引き取られていた小学6年生のケンジは、月に一度父さんと会う「面会日」に父さんの恋人であるカオルさんを紹介される。カオルさんの存在に困惑するケンジだが、ケンジの兄のボクはカオルさんに興味を持ち会いに行く様になる。ボクはすぐにカオルさんと仲良くなるが、ケンジはカオルさんの事に馴染むことが出来なかった。ケンジは思わず「カオルさんなんて居なくなればいい」と言い放ってしまい、ボクと共に川へと出る。

### TWO
1996年初演。

### 水平線の歩き方
2008年初演。以後、2011年・2015年と上演されている。
ラグビーの選手をしている幸一が帰宅すると、部屋に女性が居た。その女性は幸一が小学6年生の時に死んだ母親のアサミで、幸一はアサミと別れてからの日々を話す。
叔父夫婦に引き取られた幸一は息子同様に育てられ、ラグビー選手としての才能を持って居た幸一はプロのラグビー選手になる。しかし膝を壊してしまい、元同僚で友人の豊川に以前似た症例を治した女医の阿部の存在を教えてもらい、奇跡的に回復する。しかしまた膝は悪化してしまい、無理矢理出た試合で完全に選手として復帰出来なくなる程に壊れてしまった。そのせいで豊川の起業やそれに伴った従弟進太郎の就職の破談になってしまう。
このことを話している最中に、幸一に電話がかかってくる。その電話口からは、幸一を呼ぶ仲間達の声が聞こえて来た・・・

### ヒア・カムズ・ザ・サン
2011年初演。
有川浩は本作のチラシに刺激を受け、舞台とは違った内容で2パターン収録した『ヒア・カムズ・ザ・サン』を2011年新潮社より出版しており、2011年11月22日(『流星ワゴン』公演時)にキャラメルボックス物販限定で外装が舞台公演チラシバージョンの表紙が発売された。
本来出演予定だった西川浩幸は「左前頭葉皮質梗塞」の為に降板、代役としてを同時上演『水平線の歩き方』に主演していた岡田達也が出演した。
また2014年にスカイロケットが、上記の有川浩原作小説で舞台化した。
編集者をしている真也は、30歳までに結婚しようと思っていた。同じ職場で付き合っているカオルにプロポーズをするが、待ってくれと言われる。そこで真也は自分の秘密を明かす。真也は触った物の記憶が見える、サイコメトリーだったのだ。それを知ったカオルは、あることを真也に告げる。なんと幼少の時に死んだと聞いたカオルの父親・白石が海外で生きており、しかも数日後に帰国するのだ。その世話を押し付けられる真也。白石は映画を作る仕事をしており、様々な有名人に逢ったと自慢する。だが真也が偶然手にした白石の私物には、全く違う“記憶”が付いていた。

## 梶尾真治原作作品

### クロノス・ジョウンターの伝説シリーズ
2005年『クロノス』(原作:『吹原和彦の軌跡』)と2008年『きみがいた時間 ぼくのいく時間』(原作:同題)以外の公演はハーフタイムシアターで上演されている。また、原作とは違う形で他作品とリンクしている。あらすじはクロノス・ジョウンターの伝説参照。

#### あしたあなたあいたい
2006年初演。原作は『布川輝良の軌跡』。

#### ミス・ダンデライオン
2006年初演。以後、2010年に再演された。原作は『鈴谷樹里の軌跡』。

#### 南十字星駅で
2010年初演。原作は『野方耕市の軌跡』。

### すべての風景の中にあなたがいます
2009年初演。原作は2004年光文社発行『未来のおもいで』。あらすじは『未来のおもいで』参照。

## 恩田陸原作作品

### 光の帝国
2009年初演。原作は1997年集英社発行の常野物語シリーズ『光の帝国』収録の「大きな引き出し」。
小学4年生の春田光紀は、読んだものを「しまう」能力があった。どんなものでも、1度読んでしまえば暗記してしまう。そして光紀の家族もまた、同じ能力を持っていた。だが、この能力は家族だけの秘密。そんなある日、光紀は1人の老人と出会う。老人と仲良くなるが、家族からは秘密がばれてはいけないと逢うことを猛反対されてしまった。そんな時、老人が病院に運ばれたという知らせを聞く。

## 藤沢周平原作作品
2013年上演。原作は藤沢周平の隠し剣シリーズ『隠し剣孤影抄』収録の「隠し剣鬼ノ爪」と『隠し剣秋風抄』収録の「盲目剣谺返し」。ハーフタイムシアター初の時代劇。詳しくは隠し剣参照。

## 岡部尚子原作作品

### 君をおくる
2015年上演。2015年「水平線の歩き方」再々演に伴い、東京・大阪のみで同時上演された。
大阪から10年ぶりに東京へ帰って来たキミエは、高校時代に働いていたバイト先の先輩の紹介で手伝いに来たキミジマと共に引越し作業をしていた。キミエが買い出しをしている合間にキミジマが1人で作業をしていると関西弁の男が急に部屋に入って来るが、キミエが外出していると知るとすぐに外へ出て行ってしまう。まもなくしてキミエが帰ってきたので先程の男に会わなかったのかと聞くが、キミエは「会わなかった」と答える。
そこへ作業着姿の松尾がやって来て、荷物を運んできた引っ越し業者が渡しそびれていた領収書を代わりに持ってきた。別の人が持ってくると聞いていたキミエとキミジマが礼を言うと、何故か松尾は部屋の中に入って荷物整理を始めてしまう。領収書を忘れたことに対するサービスだと思い2人も作業を再開するが、そこで先輩からキミエへ電話がかかってくる。キミジマと松尾はキミエが「もう居ない」「最後まで」と言っているのを盗み聞きしてしまい、何も知らない松尾は思わずそのことを聞こうとしてしまうが、キミエは管理人室に行くと部屋を出て行ってしまった。
会話の内容からキミエの夫が死んでしまっていたんだとキミジマと松尾が話していると、ふと先程部屋を訪れた関西弁の男の特徴がキミエの夫の特徴に似ていること・キミエと鉢合わせているはずのタイミングで会わなかったことを思い出し、関西弁の男こそがキミエの亡くなった夫なのだと気づく。きっとキミエの気持ちの整理が付いてないことで、夫の幽霊が見えないのだと。そこへ再び、関西弁の男が部屋を訪れて来た・・・・

## ハタコレ!!
2009年『すべての風景の中にあなたがいます』・『光の帝国』の公演の際に、1989年~2008年までのハーフタイムシアターを紹介した手作りDVD『ハタコレ~ハーフタイムシアター コレクション 1989-2008~』が発売された。司会は畑中智行。作品にゆかりのある人物をゲストに招いてトークしている。

## 参考
1. ↑  “2002年『銀河旋律』公式サイト”.  演劇集団キャラメルボックス. 2012年9月19日閲覧。
2. ↑  加藤昌史『拍手という花束のために』ロゼッタストーン、2005年初版、20~22・122~126頁より引用
3. ↑  きら (漫画家)『ハックルベリーにさよならを』集英社、1999年初版、11頁より引用
4. ↑  “キャラメルボックス2015ハーフタイムシアター　水平線の歩き方　君をおくる”.   演劇集団キャラメルボックス. 2015年6月20日閲覧。
5. ↑  有川浩、朝井リョウ、伊瀬勝良、海猫沢めろん、神永学、佐藤友哉、田辺青蛙、元長征木、吉野匠、滝本竜彦『カドカワキャラクターズ ノベルアクト2』角川書店、2012年7月15日再版、220頁より引用
6. ↑  “新潮社『ヒア・カムズ・ザ・サン』”.  新潮社. 2012年10月15日閲覧。
7. ↑  “グッズ店長ブログ『小説『ヒア・カムズ・ザ・サン』特別版、販売決定!!』”.  演劇集団キャラメルボックス. 2012年10月15日閲覧。
8. ↑  “『水平線の歩き方』・『ヒア・カムズ・ザ・サン』公演サイト”.  演劇集団キャラメルボックス. 2012年9月19日閲覧。
9. ↑  “キャラメルボックス2015ハーフタイムシアター　水平線の歩き方　君をおくる”.   演劇集団キャラメルボックス. 2015年6月20日閲覧。
10. ↑  “ハタコレ!!通販サイト(販売終了)”.  演劇集団キャラメルボックス通販サイト. 2012年9月19日閲覧。